# Großer Preis von Frankreich 1921

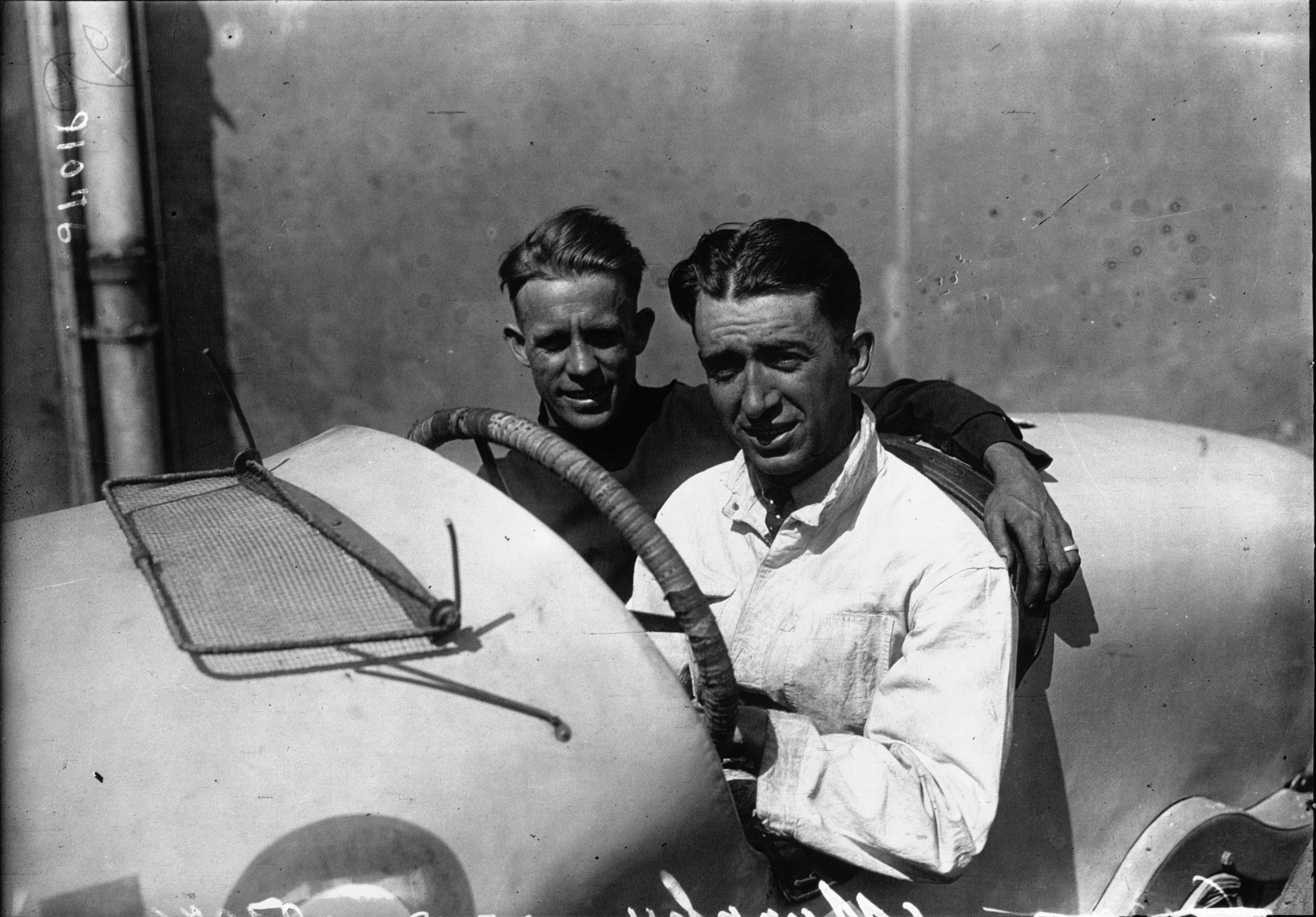
Rennsieger Jimmy Murphy

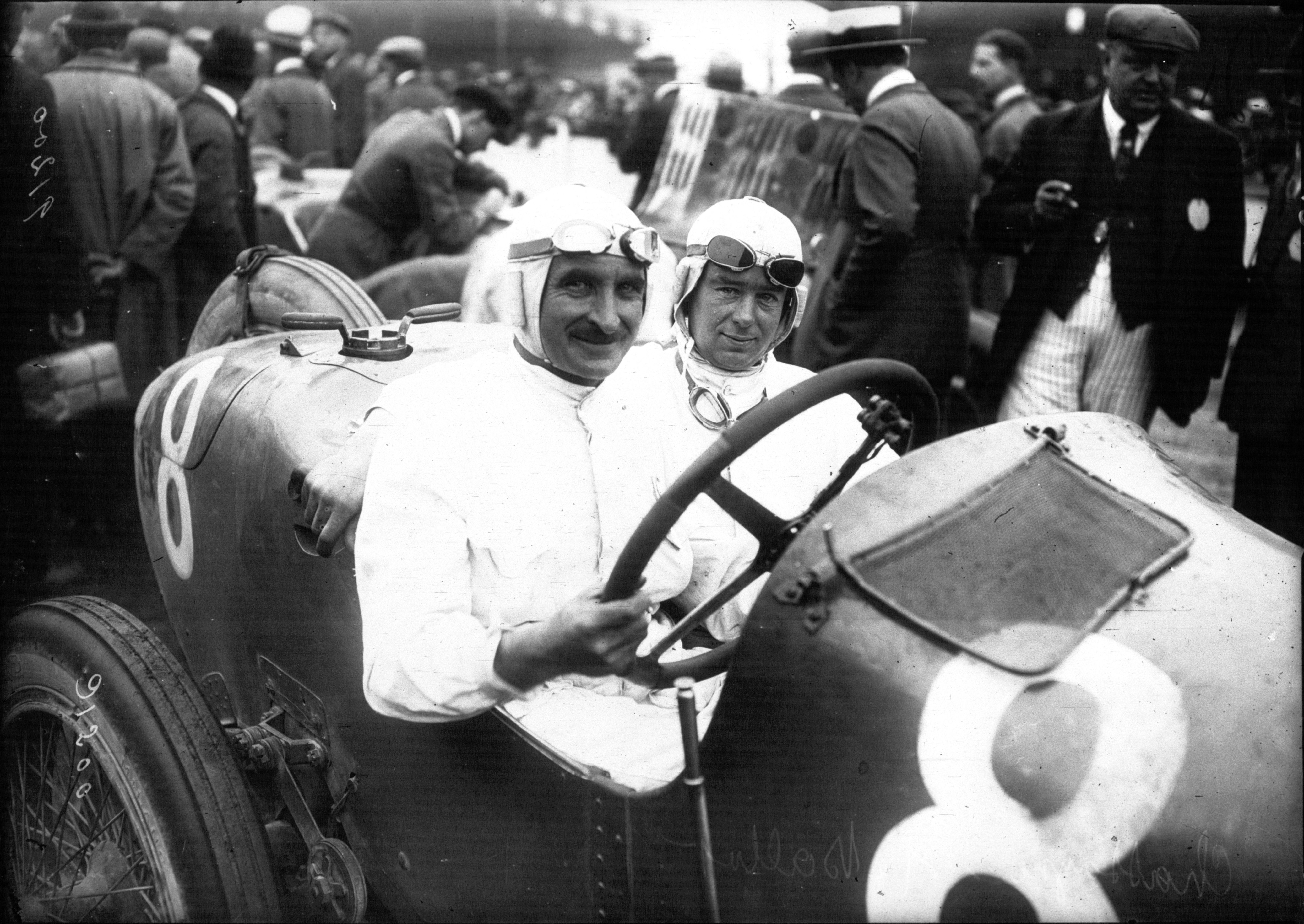
Jean Chassagne in seinem 3-Liter-Ballot

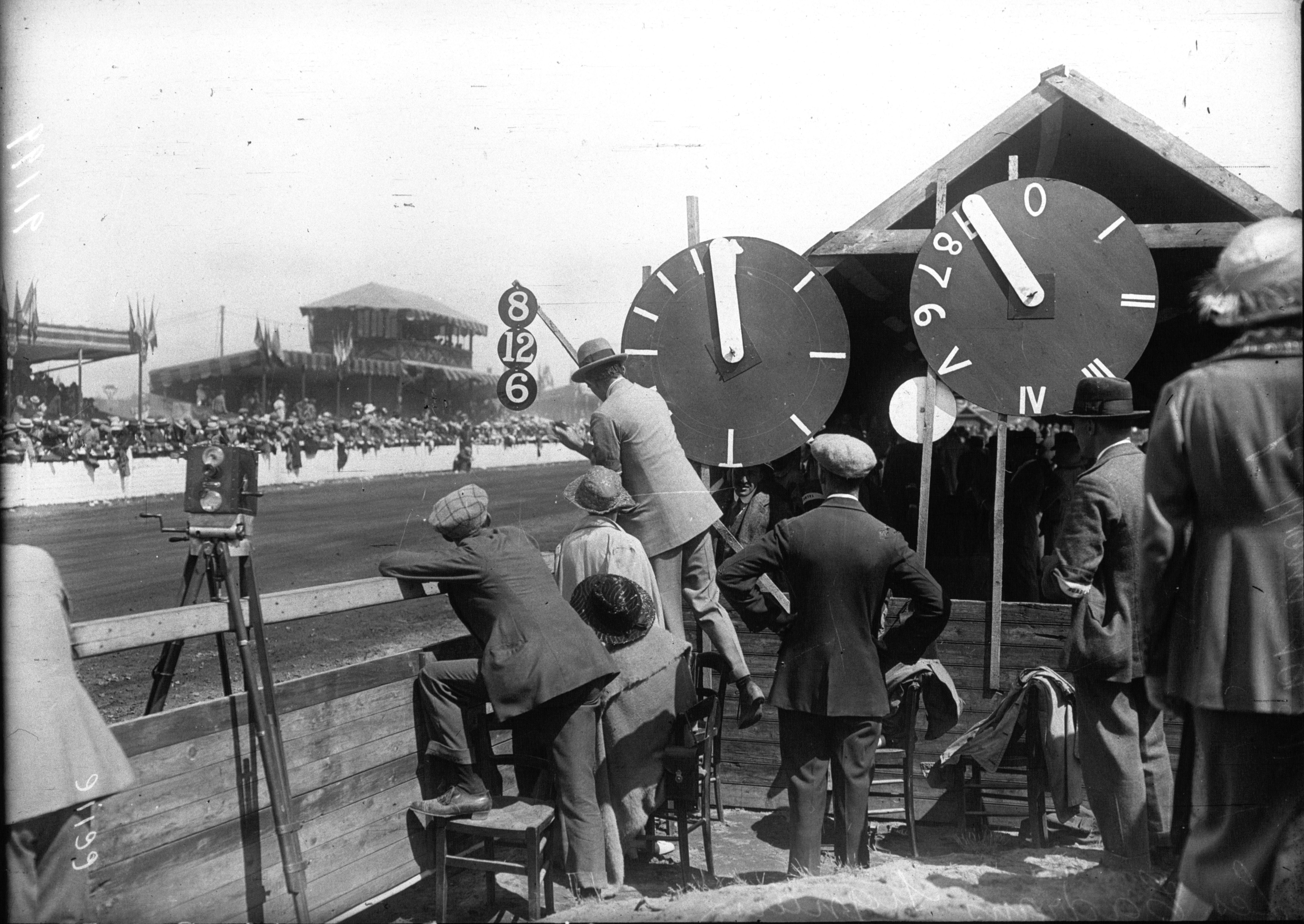
Boxensignale für die Sunbeam-Fahrer

Der XV. Große Preis von Frankreich (XV Grand Prix de l’Automobile Club de France) fand am 25. Juli 1921 auf dem Circuit de la Sarthe bei Le Mans statt. Das Rennen wurde gemäß der geltenden Grand-Prix-Rennformel (3 Liter Hubraum, 800 kg Mindestgewicht) über 30 Runden à 17,26 km ausgetragen, was einer Gesamtdistanz von 517,8 km entsprach.
Mit Jimmy Murphy auf Duesenberg gewann zum ersten Mal ein US-amerikanischer Teilnehmer den Grand Prix de l’ACF.

## Rennen
Nach sieben Jahren Unterbrechung, bedingt durch den Ersten Weltkrieg und eine anschließende noch zwei Jahre währende Zurückhaltung der Automobilhersteller, richtete der ACF 1921 erstmals nach dem Krieg wieder einen Grand Prix aus. Als Austragungsort wurde wie beim allerersten Grand Prix von 1906 Le Mans ausgewählt, dieses Mal jedoch mit einem deutlich kürzeren, aber immer noch unbefestigten Rundkurs von 17,26 km Rundenlänge unmittelbar im Süden der Stadt, der zu großen Teilen auch bis heute Bestandteil des Streckenverlaufs der 24 Stunden von Le Mans bildet. Auch die Gesamtdistanz von 517,8 km war damit die kürzeste aller bisherigen Grand-Prix-Rennen.
Bezüglich der Rennformel entschied man sich, die Bestimmungen der Indianapolis-Rennen von 1920 und 1921 zu übernehmen, die einen maximalen Zylinderinhalt von 3 Litern bei einem Mindestgewicht von 800 kg festlegten. Hierdurch boten sich Startmöglichkeiten für die dort angetretenen Wagen, wovon insbesondere die Firma Ballot Gebrauch machte, die mit der Übernahme von Star-Konstrukteur Ernest Henry von Peugeot die technologische Führungsrolle unter den französischen Rennwagenherstellern übernommen hatte. Henry hatte für Ballot das Konzept des Vierzylinder-Vierventilmotors von Peugeot mit hemisphärischen Brennräumen und zwei obenliegenden Nockenwellen zu einem kurzhubigen und entsprechend drehfreudigem Reihenachtzylinder weiterentwickelt, der allerdings bei seinen beiden Indianapolis-Auftritten die Erwartungen noch nicht ganz erfüllen hatte können. Nun schickte Ballot bei seinem Heimrennen drei dieser Wagen an den Start, die von Jean Chassagne, Louis Wagner und Ralph DePalma gefahren wurden. Jules Goux musste als vierter Fahrer des Teams dagegen mit einem älteren 2-Liter-Vierzylindermodell vorlieb nehmen.
Auch der eben erst aus einem Firmenzusammenschluss entstandene französisch-britische Sunbeam-Talbot-Darracq-Konzern hatte insgesamt sieben Wagen unter seinen verschiedenen Markenbezeichnungen gemeldet. Obwohl die neu konstruierten Achtzylinder ebenfalls zuvor schon in Indianapolis zum Einsatz gekommen waren, erwiesen sie sich im Training als noch nicht genügend ausgereift, und nur der massive Widerstand der Fahrer bewirkte, dass die Teilnahme nicht komplett zurückgezogen wurde. Letztlich konnten mit dem Grand-Prix-Neuling Henry Segrave an der Seite des erfahreneren Kenelm Lee Guinness auf „Talbot“ für Großbritannien, sowie René Thomas und André Boillot, dem jüngeren Bruder des Vorkriegsstars Georges Boillot, auf „Talbot-Darracq“ für Frankreich doch noch vier Wagen an den Start geschickt werden. Fiat dagegen musste die Teilnahme seines Teams ganz absagen, weil die Wagen aufgrund von Arbeiterunruhen nicht mehr rechtzeitig fertig gestellt werden konnten. Ein weiterer, von vorneherein nahezu aussichtsloser Teilnehmer war außerdem der Elsässer Émile Mathis auf seinem deutlich untermotorisierten Mathis-Vierzylinder von lediglich 1,5 Litern Hubraum.
So wäre der Weg zum Sieg für Ballot eigentlich schon praktisch frei gewesen, doch buchstäblich in letzter Minute trat mit Duesenberg doch noch ein ernstzunehmender Konkurrent auf den Plan. Der gebürtige Franzose Albert Champion, Eigentümer der Zündkerzenfabrik Champion Spark Plug erklärte sich als Sponsor von Duesenberg bereit, die Zahlung des – aufgrund der Verspätung verdoppelten – Nenngelds und sämtlicher Reisekosten für ein Team von vier Wagen für die US-amerikanischen Fahrer Jimmy Murphy und Joe Boyer und die beiden Franzosen Albert Guyot und Louis Inghilbert zu übernehmen. Zum ersten Mal in der Geschichte – abgesehen vom Auftritt Walter Christies als Einzelstarter beim Grand Prix von 1907 – trat damit ein in Übersee beheimatetes Team zu einem europäischen Grand-Prix-Rennen an. Neben der nahezu perfekten Organisation des Rennstalls waren die ganz in weiß lackierten amerikanischen Wagen dabei auch von technischer Seite den europäischen Konstruktionen bereits um einiges voraus: Ihre erstmals mit abnehmbaren Zylinderköpfen ausgestatteten Reihenachtzylindern erlaubten bis dahin unerreichte Drehzahlen von bis zu 5000 Umdrehungen in der Minute und ebenfalls zum ersten Mal kamen bei einem Grand Prix Wagen mit hydraulischen Bremsen vom System Lockheed zum Einsatz – eine Technologie, die sich bei europäischen Rennwagenkonstruktionen aufgrund der hohen Lizenzgebühren erst etwa ein Jahrzehnt später durchsetzen konnte. Außerdem verzichtete man bei Duesenberg auf das Mitführen von Reserverädern auf den Wagen, um dadurch entsprechende Handlings- und Gewichtsvorteile zu erzielen. Die Erfahrung in den amerikanischen Rennen hatte gezeigt, dass es auf für damalige Verhältnisse relativ kurzen Rundstrecken unterm Strich effektiver war, im Fall eines Reifenschadens auf der Felge an die Box zu rollen, als auf der Strecke zu wechseln und dann noch einmal an der Box zu halten, um dort dann wieder neue Ersatzreifen aufzuladen.
Wenige Tage vor dem Rennen erlitt das amerikanische Team jedoch einen empfindlichen Rückschlag, als Murphy mit Inghilbert als Beifahrer bei einer Trainingsfahrt auf der Strecke einen Unfall hatte. Inghilbert musste im Anschluss durch den ursprünglich für Talbot gemeldeten reichen Amateurfahrer André Dubonnet ersetzt werden, während Murphy trotz seiner Verletzungen – wenn auch unter Schmerzen – an den Start ging. Die insgesamt 13 Wagen wurden in Intervallen von 30 Sekunden in der Reihenfolge der ausgelosten Startnummern jeweils paarweise ins Rennen geschickt – angesichts der bislang üblichen Zeitabstände stellte dies bereits einen großen Schritt in Richtung Massenstart dar.
Trotz seiner Verletzung übernahm Murphy schon ab der zweiten der insgesamt 30 Runden die Führung, während insbesondere die Wagen der Talbot/Darracq-Mannschaft schon frühzeitig Probleme mit den immer schlechter werdenden Streckenverhältnissen bekamen und durch zahlreiche Reifenwechsel zurückgeworfen wurden. Als auch Murphy für eine Inspektion seiner Reifen an die Box kam, übernahm Chassagne unter dem Jubel der Zuschauer die Führung. In Runde 17 musste der Ballot-Fahrer jedoch aufgrund eines Steinschlags mit gerissenem Tank aufgeben, etwa zur gleichen Zeit auch Duesenberg-Fahrer Boyer wegen eines Motorschadens. Auch Guyot hatte auf Platz zwei liegend viel Zeit verloren, weil sein Mechaniker durch einen Stein getroffen und verletzt wurde. So konnte Murphy nach vier Stunden Fahrzeit das Rennen unangefochten als erster – und bis zum Sieg von Dan Gurney auf AAR Eagle beim Großen Preis von Belgien 1967 – für 46 Jahre einziger US-Amerikaner auf einem amerikanischen Fabrikat als Sieger beenden, obwohl gegen Ende des Rennens auch an seinem Wagen ein Stein den Kühler leck geschlagen hatte und er zudem wegen eines Reifenschadens noch vor der letzten Runde einen weiteren Boxenstopp einlegen musste. Trotz des Vorsprungs von beinahe 15 Minuten auf den zweitplatzierten DePalma und über 20 Minuten auf den drittplatzierten Goux erklärte ein aufgrund der für ihn unerwarteten Niederlage verärgerter Édouard Ballot deswegen im Nachgang des Rennens noch zum moralischen Sieger, mit der Begründung, dass Murphys Duesenberg keine weitere Runde mehr durchgestanden hätte. Bester Talbot-Fahrer wurde Ersatzmann Dubonnet auf Rang 4 mit 23 Minuten Rückstand.

## Ergebnisse

### Meldeliste
| Team                          | Nr. | Fahrer              | Info  | Chassis          | Motor              | Reifen |
| ----------------------------- | --- | ------------------- | ----- | ---------------- | ------------------ | ------ |
| Automobiles Ballot            | 01  | Ralph DePalma       |       | Ballot 3-Litre   | Ballot 3.0L I8     | P      |
| Automobiles Ballot            | 08  | Jean Chassagne      |       | Ballot 3-Litre   | Ballot 3.0L I8     | P      |
| Automobiles Ballot            | 14  | Louis Wagner        |       | Ballot 3-Litre   | Ballot 3.0L I8     | P      |
| Automobiles Ballot            | 18  | Jules Goux          |       | Ballot 2-Litre S | Ballot 2.0L I4     | P      |
| Fiat SpA                      | 02  | Ugo Sivocci         | DNA a | Fiat 802         | Fiat 3.0L I8       | P      |
| Fiat SpA                      | 09  | Pietro Bordino      | DNA a | Fiat 802         | Fiat 3.0L I8       | P      |
| Mathis                        | 03  | Émile Mathis        |       | Mathis           | Mathis 1.5L I4     | M      |
| Sunbeam-Talbot-Darracq Motors | 04  | Kenelm Lee Guinness |       | Talbot           | S.T.D. 3.0 I8 c    |        |
| Sunbeam-Talbot-Darracq Motors | 10  | Henry Segrave       |       | Talbot           | S.T.D. 3.0 I8 c    |        |
| Sunbeam-Talbot-Darracq Motors | 05  | René Thomas         |       | Talbot-Darracq   | S.T.D. 3.0 I8 c    |        |
| Sunbeam-Talbot-Darracq Motors | 11  | Louis Zborowski     | DNA b | Talbot-Darracq   | S.T.D. 3.0 I8 c    |        |
| Sunbeam-Talbot-Darracq Motors | 15  | André Boillot       |       | Talbot-Darracq   | S.T.D. 3.0 I8 c    |        |
| Sunbeam-Talbot-Darracq Motors | 07  | André Dubonnet      | DNA d | Sunbeam          | S.T.D. 3.0 I8 c    |        |
| Sunbeam-Talbot-Darracq Motors | 13  | Dario Resta         | DNA e | Sunbeam          | S.T.D. 3.0 I8 c    |        |
| Duesenberg Bros               | 06  | Albert Guyot        |       | Duesenberg GP    | Duesenberg 3.0L I8 | F      |
| Duesenberg Bros               | 12  | Jimmy Murphy        |       | Duesenberg GP    | Duesenberg 3.0L I8 | F      |
| Duesenberg Bros               | 16  | Joe Boyer           |       | Duesenberg GP    | Duesenberg 3.0L I8 | F      |
| Duesenberg Bros               | 17  | Louis Inghilbert    | DNS f | Duesenberg GP    | Duesenberg 3.0L I8 | F      |
| Duesenberg Bros               | 19  | André Dubonnet g    |       | Duesenberg GP    | Duesenberg 3.0L I8 | F      |

### Startreihenfolge
Die Teilnehmer wurden in der Reihenfolge der zuvor teamweise ausgelosten Startnummern paarweise in Abständen von 30 Sekunden ins Rennen geschickt. Bei Lücken in der Reihenfolge rückten die nachfolgenden Teilnehmer nach.

### Rennergebnis
| Pos. | Fahrer              | Konstrukteur   | Runden | Stopps | Zeit          | Start | Schnellste Runde | Ausfallgrund                    |
| ---- | ------------------- | -------------- | ------ | ------ | ------------- | ----- | ---------------- | ------------------------------- |
| 01   | Jimmy Murphy        | Duesenberg     | 30     | 5      | 4:07:11,4 h   | 8     | 7:43,0 min       |                                 |
| 02   | Ralph DePalma       | Ballot         | 30     |        | + 14:59,2 min | 1     |                  |                                 |
| 03   | Jules Goux          | Ballot         | 30     |        | + 20:22,2 min | 12    |                  |                                 |
| 04   | André Dubonnet      | Duesenberg     | 30     |        | + 23:07,8 min | 13    |                  |                                 |
| 05   | André Boillot       | Talbot-Darracq | 30     |        | + 27:58,8 min | 10    |                  |                                 |
| 06   | Albert Guyot        | Duesenberg     | 30     |        | + 34:02,7 min | 5     |                  |                                 |
| 07   | Louis Wagner        | Ballot         | 30     |        | + 40:49,7 min | 9     |                  |                                 |
| 08   | Kenelm Lee Guinness | Talbot         | 30     |        | + 59:28,0 min | 3     |                  |                                 |
| 09   | Henry Segrave       | Talbot         | 30     |        | + 1:01:54,6 h | 7     |                  |                                 |
| —    | René Thomas         | Talbot-Darracq | 27     |        | DNF           | 4     |                  | Leck im Öltank                  |
| —    | Joe Boyer           | Duesenberg     | 17     |        | DNF           | 11    |                  | Motorschaden                    |
| —    | Jean Chassagne      | Ballot         | 17     |        | DNF           | 6     |                  | Leck im Benzintank              |
| —    | Émile Mathis        | Mathis         | 5      |        | DNF           | 2     |                  | Motorschaden                    |
| —    | Louis Zborowski     | Sunbeam        |        |        | DNS           |       |                  | Fahrzeug nicht einsatzbereit    |
| —    | Ugo Sivocci         | Fiat           |        |        | DNS           |       |                  | Fahrzeug nicht einsatzbereit    |
| —    | André Dubonnet      | Talbot         |        |        | DNS           |       |                  | startete für Duesenberg         |
| —    | Pietro Bordino      | Fiat           |        |        | DNS           |       |                  | Fahrzeug nicht einsatzbereit    |
| —    | Dario Resta         | Sunbeam        |        |        | DNS           |       |                  | Fahrzeug nicht einsatzbereit    |
| —    | Louis Inghilbert    | Duesenberg     |        |        | DNS           |       |                  | Fahrzeug an Dubonnet abgetreten |